# Ogcodes trifasciatus
Ogcodes trifasciatus är en tvåvingeart som beskrevs av Meijere 1915. Ogcodes trifasciatus ingår i släktet Ogcodes och familjen kulflugor. Inga underarter finns listade i Catalogue of Life.